# 诺韦 (萨尔特省)
诺韦（法語：Nauvay，法語發音：[novɛ]）是法国卢瓦尔河地区大区萨尔特省的一个市镇，属于马梅尔斯区。 

## 地理
诺韦（48°15'7"N, 0°23'39"E）面积2.71 平方千米，位于法国卢瓦尔河地区大区萨尔特省，该省份为法国西北部内陆省份，北起顺时针与奥恩省、厄尔-卢瓦省、卢瓦-谢尔省、安德尔-卢瓦尔省、曼恩-卢瓦尔省和马耶讷省接壤，是法国大西部的入口，连接卢瓦尔河谷、布列塔尼和巴黎盆地。
与诺韦接壤的市镇（或旧市镇、城区）包括：索努瓦地区蒙塞、库尔西瓦勒、索努瓦地区阿韦讷、珀赖、圣科姆昂韦赖。
诺韦的时区为UTC+01:00、UTC+02:00（夏令时）。

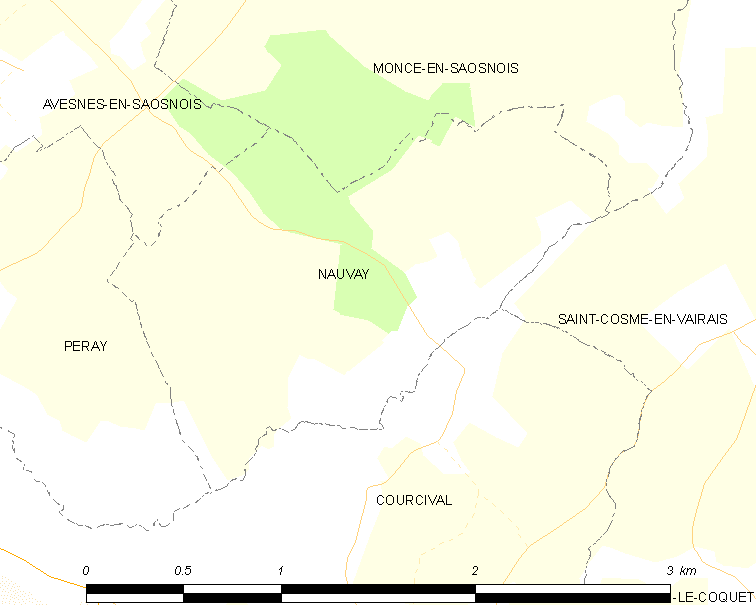
诺韦的OSM定位图

## 行政
诺韦的邮政编码为72260，INSEE市镇编码为72214。

## 政治
诺韦所属的省级选区为马梅尔斯县。
总统选举第二轮： 
| 选举 | 选举 | 获胜候选人    | 政党 | %     |
| ---- | ---- | ------------- | ---- | ----- |
|      | 2017 | 玛丽娜·勒庞   | FN   | 52.94 |
|      | 2012 | 尼古拉·萨科齐 | UMP  | 76.92 |
|      | 2007 | 尼古拉·萨科齐 | UMP  | 92.31 |
|      | 2002 | 雅克·希拉克   | RPR  | 56.25 |

## 人口

1962-2008年间诺韦人口变化图示

诺韦于2022年1月1日时的人口数量为12人。